# U 2524
U 2524 war ein deutsches U-Boot der U-Boot-Klasse XXI, das von der deutschen Kriegsmarine im Zweiten Weltkrieg für die Atlantikschlacht vorgesehen war. Es wurde kurz vor Kriegsende von der eigenen Besatzung versenkt.

## Bau
Die Blohm & Voss-Werft in Hamburg wurde mit Kriegsbeginn in das U-Bootbauprogramm der Kriegsmarine miteinbezogen. Hauptsächlich wurden hier Boote der gängigen Typen VII C und VII C/41 gefertigt, aber ab 1943 wurde die Werft auch mit dem Bau der größeren Boote vom Typ XXI beauftragt. Bei diesen sogenannten „Elektro-Booten“ handelte es sich um eine Neuentwicklung, deren Bau im Herbst 1943 erstmals in Auftrag gegeben wurde. U 2524 gehörte zum ersten Bauauftrag, der zu dieser U-Boot-Klasse gestellt wurde.
So ein Boot war 71,5 m lang und 6,6 m breit. Zwei 2000 PS starke Dieselmotoren erbrachten bei Überwasserfahrt eine Geschwindigkeit von 15, 6 kn, das sind 29 km/h. Unter Wasser trieben zwei Elektromotoren mit je 2500 PS das Boot zu einer Geschwindigkeit von bis zu 17,2 kn an, was 32 km/h entspricht. Ein XXI-Boot verfügte über 6 Torpedorohre und trug 23 Torpedos. Die Blohm & Voss-Werft lieferte bis Kriegsende insgesamt 47 dieser Boote an die Kriegsmarine aus.
Kapitänleutnant Ernst von Witzendorff stellte das Boot am 16. Januar 1945 in Dienst. Er hatte zuvor U 650 kommandiert und einen Großteil seiner Mannschaft wechselte mit ihm auf U 2524. Als bootsspezifisches Zeichen wählte die Besatzung einen Fisch aus, den das Boot am U-Boot-Turm trug.

## Einsatz und Geschichte
U 2524 wurde am 16. Januar der 31. U-Flottille zugeteilt, einer Ausbildungsflottille, die in Hamburg stationiert war. Bei dieser Flottille verblieb das Boot als Ausbildungsboot bis Kriegsende.

### Verlust des Bootes
U 2524 wurde am 3. Mai 1945 vor Fehmarn von der eigenen Besatzung versenkt. Dabei kam der Leitende Ingenieur ums Leben.
Kommandant von Witzendorff gab die Anweisung zur Selbstversenkung auf Basis seiner Interpretation des sogenannten Regenbogen-Befehls. Die Besatzung wechselte auf das neben dem Boot liegende Torpedoboot Löwe, das zuvor einige Luftangriffe abgewehrt, und bereits zahlreiche Tote und Verletzte an Bord hatte. Zunächst blieben ein Mann der Mannschaft, der Leitende Ingenieur Oberleutnant zur See Braun und der Kommandant an Bord von U 2361, um die Selbstversenkung einzuleiten. Während der Bergung der Geheimunterlagen, der Schlüsselmaschine und einiger Verpflegung, flutete Braun das Boot und forderte die anderen beiden Männer auf, das bereits rasch sinkende U 2524 zu verlassen. Dann öffnete er per Hand die Entlüftungsventile und erschoss sich in der Zentrale des Bootes. Das Torpedoboot brachte die Besatzung von U 2524 nach Flensburg.
Von dort gelangten die Soldaten zum Sonderbereich Mürwik, wo Kapitänleutnant von Witzendorff zum Kommandeur des sogenannten "Wachbataillon Dönitz" ernannt wurde.